# Hüsamettin Cindoruk
Ahmet Hüsamettin Cindoruk (ur. 8 czerwca 1933 w Izmirze) – turecki polityk i prawnik, w latach 1991–1995 przewodniczący Wielkiego Zgromadzenia Narodowego Turcji, w 1993 pełniący obowiązki prezydenta Turcji.

## Życiorys
W 1954 ukończył studia prawnicze na Uniwersytecie w Ankarze, w 1955 podjął praktykę w zawodzie prawnika. Działał w Partii Demokratycznej. Po wojskowym zamachu stanu był jednym z trzech obrońców odwołanego premiera Adnana Menderesa oraz kierownictwa partii. Współpracował potem z ugrupowaniem YTP, należał do Partii Sprawiedliwości i do kolejnej Partii Demokratycznej. Na początku lat 80. po ponownej legalizacji ugrupowań politycznych współtworzył partię BTP, którą wkrótce rozwiązano. Jako jeden z jej organizatorów został wówczas na pewien czas pozbawiony wolności.
Wstąpił następnie do Partii Słusznej Drogi. W 1985 objął funkcję jej przewodniczącego, ustępując w 1987 na rzecz powracającego do aktywności politycznej Süleymana Demirela. W wyborach uzupełniających w 1986 po raz pierwszy uzyskał mandat deputowanego do Wielkiego Zgromadzenia Narodowego Turcji, który wykonywał do 1987. Ponownie został wybrany na posła w 1991. W latach 1991–1995 pełnił funkcję przewodniczącego tureckiego parlamentu. Po śmierci Turguta Özala od 17 kwietnia do 16 maja 1993 wykonywał tymczasowo obowiązki prezydenta. W 1993 bez powodzenia ubiegał się o przywództwo w Partii Słusznej Drogi. Po wystąpieniu z tego ugrupowania w 1997 współtworzył nowe ugrupowanie pod nazwą Demokrat Türkiye Partisi, był jego pierwszym przewodniczącym (do 1999). Powrócił czasowo do aktywności politycznej po 10 latach, od 2009 do 2011 kierował założoną w 2007 Partią Demokratyczną.